# NEWS CONCERT TOUR pacific 2007 2008 -THE FIRST TOKYO DOME CONCERT-
《NEWS CONCERT TOUR pacific 2007 2008 -THE FIRST TOKYO DOME CONCERT-》는 NEWS의 3번째 라이브 비디오 음반이다.

## 개요
전국 투어 《NEWS CONCERT TOUR pacific》 (2007년 12월 15일 ~ 2008년 1월 27일, 10도시 28공연)의 2008년 1월 10일의 첫 도쿄 돔 공연의 모습을 수록(당초 도쿄 돔의 공연은 예정되지 않았지만, 추가 공연이라고 하는 형태로 실현되었다).
도쿄 돔에서 MC, 각 지방 다큐멘터리 외, 2007년 10월에 행한 첫 타이완 공연 〈NEWS FIRST CONCERT 2007 in Taipei〉 라이브&다큐멘터리도 수록되고 있다.
패키지 등에 차이가 있다.
초회·통상 모두 수록 내용은 같고, 2매 세트.

### 초회 생산 한정
- 스페셜 패키지/삼방면 케이스 입
- 36P 소책자
- 픽처 라벨

### 통상 사양
- 12P 소책자

## 수록 내용
DISC1
1. OVERTURE
2. weeeek
3. BEACH ANGEL
4. 裸足のシンデレラボーイ / 맨발의 신데렐라 보이
5. 希望～Yell～ / 희망~Yell~
6. Stand Up
7. Change the World
8. ゴメンネ ジュリエット / 미안해 줄리엣 (야마시타 토모히사 솔로)
9. 愛のマタドール / 사랑의 투우사
10. Member Call by a DANCE SONG
11. SHOCK ME vs Devil or Angel
12. PRIVATE HEARTS (코야마 케이치로 솔로)
13. なんとかなるさ (마스다 타카히사·코야마 케이치로·야마시타 토모히사)
14. HAPPY MUSIC (카토 시게아키 솔로)
15. DREAMS
16. 星をめざして / 별을 향해서
17. Fiesta
18. NANDE×2 DAME
19. サヤエンドウ / 사야엔도
20. NEWSニッポン / NEWS 일본
21. 永遠色の恋 / 영원한 색의 사랑
22. 真冬のナガレボシ / 한겨울의 별똥별
23. SNOW EXPRESS
24. キッス～帰り道のラブソング～ / 키스~돌아가는 길의 러브송~ (테고마스)
25. 抱いてセニョリータ / 안아줘 세뇨리타 (야마시타 토모히사 솔로)
26. 青春アミーゴ / 청춘 아미고
27. ズッコケ男道 / 천방지축 사나이의 길
28. チラリズム / 치라리즈무 (코야시게: 코야마 케이치로, 카토 시게아키)
29. 愛なんて / 사랑 따윈 (테고시 유야 솔로)
30. 君想フ夜 / 너를 생각하는 밤
31. code (니시키도 료 솔로)
32. VIBRATION
33. 紅く燃ゆる太陽 / 붉게 타오르는 태양
34. きらめきの彼方へ / 반짝임의 저편으로
35. チェリッシュ / 체리시

DISC2
1. TEPPEN
2. weeeek
3. 希望～Yell～ / 희망~Yell~
4. 太陽のナミダ / 태양의 눈물
5. 夢の数だけ愛が生まれる / 꿈의 수만큼 사랑이 태어난다

번외편
1. MC @ TOKYO DOME

- 우연히 콘서트를 보러 온 아라시의 사쿠라이 쇼와 니노미야 카즈나리가 즉흥으로 MC에 참가한 모습이 수록되고 있다.

1. NEWS CONCERT TOUR pacific 2007 2008 DOCUMENTARY
2. NEWS 1st CONCERT 2007 IN TAIPEI DOCUMENTARY